# Plauto Miró
Plauto Miró Guimarães Filho (Ponta Grossa, 20 de julho de 1963) é um empresário e político brasileiro filiado ao União Brasil (UNIÃO). Foi deputado estadual.

## Vida
Descendente de uma família de políticos de origem catalã e portuguesa, é neto do senador Flávio Carvalho Guimarães e seu pai, Plauto Miró Guimarães, foi prefeito de Ponta Grossa e secretário de Estado de Interior e Justiça na década de 1960.

## Carreira política
Em 1990, elegeu-se deputado estadual pela primeira vez. Tendo sido reeleito em 1994, 1998, 2002, 2006, 2010, 2014 e 2018. Nas eleições de 2022 não foi reeleito.
Foi vice-presidente do Diretório Estadual do Democratas e 1º Secretário da Assembleia Legislativa do Paraná, entre 2011-2014.
Réu confesso em esquema de corrupção nos anos em que era Deputado.